# Paul Sabatier
Paul Sabatier (Carcassona, França, 5 de novembre de 1854 - Tolosa, 14 d'agost de 1941) fou un químic i professor universitari francès guardonat amb el Premi Nobel de Química l'any 1912.

## Biografia
Va estudiar química a l'Escola Normal Superior de París i al Collège de France, on es doctorà el 1880. Posteriorment fou professor a la Universitat de Bordeus i de Tolosa, on arribà a ser degà de la Facultat de Ciències l'any 1905. Sabatier morí el 1941 a la seva residència de la ciutat de Tolosa. Actualment a la ciutat de Carcassona el liceu porta el seu nom, així com la Universitat Paul Sabatier de Tolosa de Llenguadoc.

## Recerca científica
Va destacar pels estudis sobre les accions catalítiques, descobrint la catàlisi selectiva. El 1899 va crear, juntament amb Jean Baptiste Senderens, un mètode per a la hidrogenització catalítica dels olis en presència de níquel o altres metalls finament dividits, el que va permetre fabricar sabons més barats a partir de l'ús dels olis de peix com matèria primera, substituint així altres greixos animals.
El 1912 fou guardonat amb la meitat del Premi Nobel de Química «pel seu mètode d'hidrogenització de compostos orgànics en presència de metalls». L'altra meotpremi que compartí amb Victor Grignard pels seus estudis en la química dels alcohols.